# Felix Genn
Felix Genn (ur. 6 marca 1950 w Burgbrohl) – niemiecki duchowny katolicki, biskup Münsteru w latach 2009–2025. 

## Życiorys
Święcenia kapłańskie otrzymał 11 lipca 1976 i został inkardynowany do diecezji Trewiru. Pracował przede wszystkim jako wykładowca w Trewirze (seminarium oraz miejscowy wydział teologiczny) i Burg Lantershofen (seminarium dla starszych kandydatów do święceń).

### Episkopat
16 kwietnia 1999 został mianowany biskupem pomocniczym diecezji Trewiru, ze stolicą tytularną Uzalis. Sakry biskupiej udzielił mu bp Hermann Spital.
4 kwietnia 2003 został mianowany biskupem ordynariuszem diecezji Essen. 6 lipca 2003 kanonicznie objął urząd.
19 grudnia 2008 Benedykt XVI mianował go biskupem diecezji Münsteru. Ingres odbył się 29 marca 2009.
9 marca 2025 Franciszek przyjął jego rezygnację z urzędu biskupa diecezji Münsteru. 